# Weißer Frauenschuh
Der Weiße Frauenschuh (Cypripedium candidum) ist eine Pflanzenart aus der Gattung Cypripedium in der Familie der Orchideen (Orchidaceae).

## Beschreibung

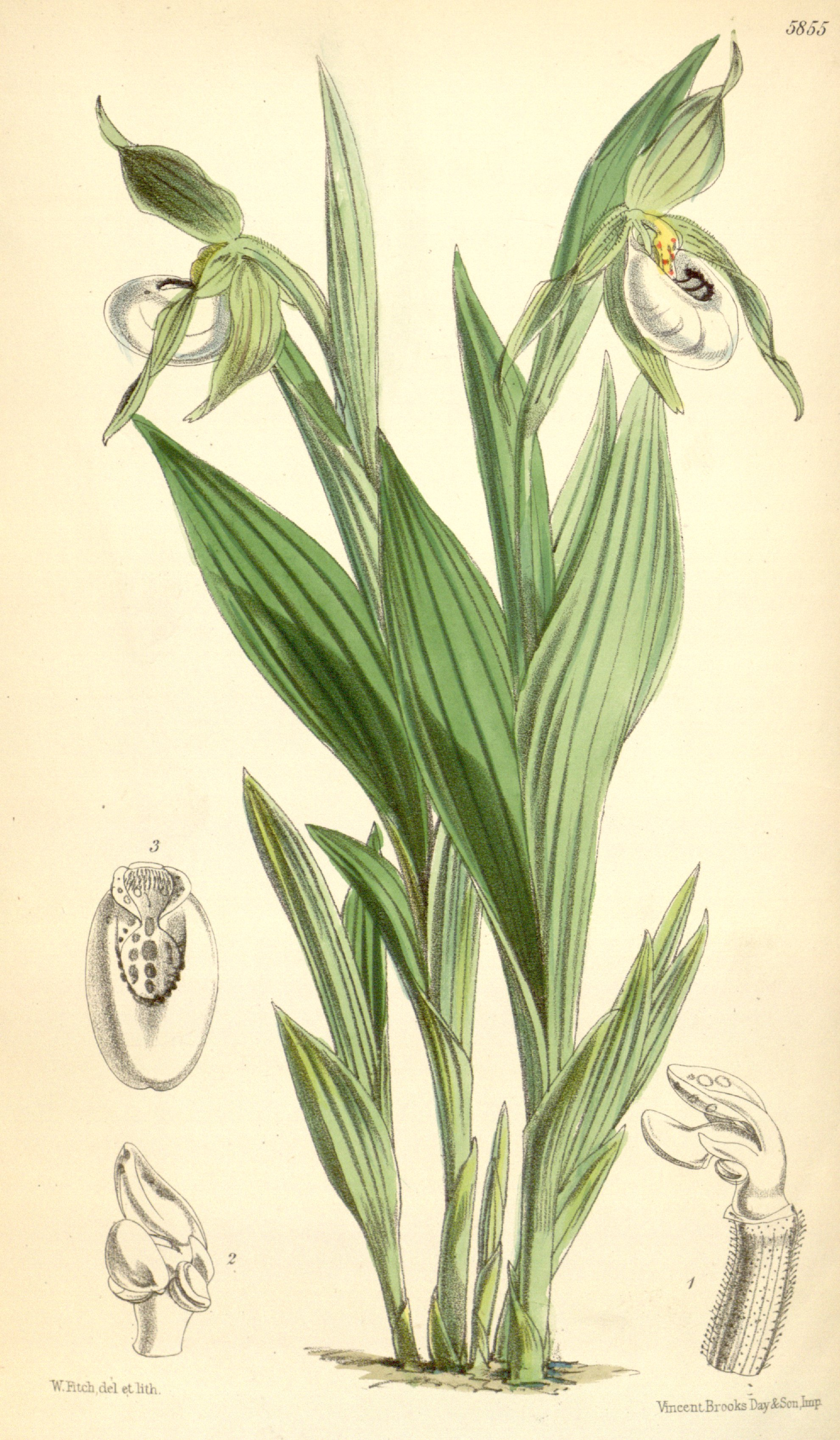
Weißer Frauenschuh (Cypripedium candidum), Illustration

Der Weiße Frauenschuh ist eine ausdauernde Pflanze mit einem Rhizom, die Wuchshöhen von 12 bis 38 Zentimeter erreicht.
Die drei bis vier, selten fünf Blätter sind lanzettlich bis oval, 1,5 bis 4 Zentimeter breit, 7 bis 20 Zentimeter lang. Sie befinden sich im unteren bis mittleren Bereich des Stängels und stehen fast aufrecht. Es ist stets nur eine Blüte vorhanden. Die äußeren und inneren Perigonblätter sind grünlichbraun, manchmal braun getönt, oft rotbraun getupft oder gestreift. Die äußeren Perigonblätter sind so lang wie die Lippe. Das obere äußere Perigonblatt ist 2 bis 3 Zentimeter lang. Die inneren Perigonblätter sind 2,5 bis 4,5 Zentimeter lang und gedreht. Die Lippe ist weiß, 2 bis 3 Zentimeter lang mit einer 1 bis 1,5 Zentimeter großen, vorne spitz zulaufenden Öffnung. Das Staminodium ist lanzenförmig bis oval.
Blütezeit ist von April bis Juni. Die Blätter sind zur Blütezeit noch kaum entfaltet, die Pflanzen erreichen ihre Größe erst nach der Blütezeit.
Die Chromosomenzahl beträgt 2n = 20.

## Vorkommen
Der Weiße Frauenschuh kommt im warmgemäßigten bis gemäßigten östlichen und zentralen Nordamerika auf Kalk und Mergel vor. Er wächst dort in feuchter bis frischer Prärie, feuchten Wiesen, Schluchten, Mooren und Sümpfen, trockenen Felsfluren, selten in lichten, feuchten Wäldern vor. Höhenlagen von 70 bis 700 (1000) Meter werden besiedelt. Das Verbreitungsgebiet umfasst das südliche Kanada und die nördlich-zentralen und östlichen Vereinigten Staaten.

## Taxonomie
Der Weiße Frauenschuh wurde 1805 von Carl Ludwig Willdenow in Species Plantarum. Editio Quarta, 4. Auflage, Band 4, Teil 1, Seite 142 als Cypripedium candidum erstbeschrieben. Willdenow verwendete dabei den Namen, den er einem Brief von Henry Muhlenberg (auch Gotthilf Heinrich Ernst Mühlenberg) entnommen hatte.

## Nutzung
Der Weiße Frauenschuh wird selten als Zierpflanze für Moor- und Sumpfbeetränder sowie Gefäße genutzt.